# Annalisa (piosenkarka)
Annalisa Scarrone (ur. 5 sierpnia 1985 w Savonie) – włoska piosenkarka, autorka piosenek i osobowość telewizyjna.
Karierę rozpoczęła od występowania w zespołach muzycznych Elaphe Guttata i Blu. W 2011 zajęła drugie miejsce w finale 10. edycji programu rozrywkowego Amici di Maria De Filippi. Od rozpoczęcia kariery solowej wydała osiem albumów studyjnych: Nali (2011), Mentre tutto cambia (2012), Non so ballare (2013), Splende (2015), Se avessi un cuore (2016), Bye Bye (2018), Nuda (2020) i E poi siamo finiti nel vortice (2023). Za sprzedaż albumów i singli odebrała 23 platynowe płyty i 13 złotych. W 2023 wylansowała przebój „Mon amour”, z którym dotarła do pierwszego miejsca na liście przebojów we Włoszech. W tym samym roku wraz z Fedezem i Articolo 31 wydała singel „Disco Paradise”, który również cieszył się komercyjnym sukcesem w kraju i dotarł na trzecie miejsce włoskiej listy przebojów.
Sześciokrotnie brała udział w Festiwalu Piosenki Włoskiej w San Remo: w 2013 wystąpiła w konkursie z utworem „Scintille”, w 2015 z „Una finestra tra le stelle”, w 2016 z „Il diluvio universale”, w 2018 z „Il mondo prima di te”, w 2021 z „Dieci” oraz w 2024 z „Sinceramente”.
Oprócz działalności muzycznej prowadziła naukowy serial dokumentalny Tutta colpa di... (2015–2019) na Italia 1.